# Prix Nierenberg
Pour les articles homonymes, voir Louis Nirenberg et Marshall Warren Nirenberg.
Le Nierenberg Prize for Science in the Public Interest est un prix décerné chaque année par la Scripps Institution of Oceanography. Il fut créé à la suite d'un don de la famille de William Nierenberg afin d'honorer sa mémoire. 
Le prix est accompagné d'une médaille en bronze et d'une dotation de 25 000 dollars américains.
William Nierenberg (1919-2000) était un scientifique de renom ayant travaillé à la Scripps Institution of Oceanography en tant que directeur, entre 1965 et 1986. Lauréat de nombreux trophées et prix pour ses recherches professionnelles et sa mise à disposition du travail effectué au public, Nierenberg était expert dans des nombreux domaines relatifs aux recherches sous-marines, ainsi que pour ses travaux sur la physique nucléaire à basse énergie. 

## Lauréats
- 2001 : E. O. Wilson
- 2002 : Walter Cronkite
- 2003 : Jane Lubchenco
- 2004 : Jane Goodall
- 2005 : David Attenborough
- 2006 : Gordon Moore
- 2007 : Craig Venter
- 2008 : James E. Hansen
- 2009 : Richard Dawkins
- 2010 : Ira Flatow
- 2011 :
- 2012 : Daniel Pauly
- 2013 : James Cameron
- 2014 : Michael Pollan
- 2015 : Lord Martin Rees
- 2017 : Charles Bolden
- 2018 : Svante Pääbo
- 2019 : Jennifer Doudna